# Arni (Argovie)
Pour les articles homonymes, voir Arni.
Arni est une commune suisse du canton d'Argovie, située dans le district de Bremgarten.

Vue aérienne (1965).